# 清水健
清水健（日语：／ Shimizu Ken，1979年9月1日—）是日本男性色情片演員，因拍攝男同志寫真入行，出身於日本千葉縣，興趣是讀書、旅行和健身。他身材健壯，擁有過人的精力，於2005年第13届東京健美錦標賽中獲得第6名，2015年成人广播奖史上第二位男演员奖得主。

## 略歴
- 2007-2008年期間與色情片女演員歩原らいと（日语：歩原らいと）結婚，生了一子一女。
- 2009年與妻子歩原らいと離婚。
- 2018年與声优伊藤春香（日语：伊藤春香）結婚，生下一子。
- 2022年與声优伊藤春香離婚。

## 軼聞
2019年時，清水健成為西蘭公國男爵。

## 著作
- 《AV男優Q&A：從業界祕辛到性愛技巧，清水健完全爆料》（AV男優しみけん ～光り輝くクズでありたい、2015）
- 《天王AV男優清水健完美性愛實戰講座》（SHIMIKEN's BEST SEX 最高のセックス集中講義、2017）
- 《AV男優SHIMIKEN教你廁式深蹲 練爆性福男子肌力》（AV男優しみけんが教える：うんこ座りでオトコの悩みの大半は解決する!、2018）
- 《圖解天王AV男優清水健萬人斬性愛密技：做出實戰好口碑！》（しみけん式「超」SEXメソッド 本物とはつねにシンプルである イラスト版、2019）
- 《給想體驗究極性愛的妳：清水健親授！56條高潮實戰法則》（人生最高のセックスに出会いたい貴女へ -しみけんが教える56のルール-、2020）

## 外部連結
- 清水健的X（前Twitter）
- 清水健的新浪微博
- 守銭奴ろうぶ郎 清水健インタビュー